# Popolo Temuan

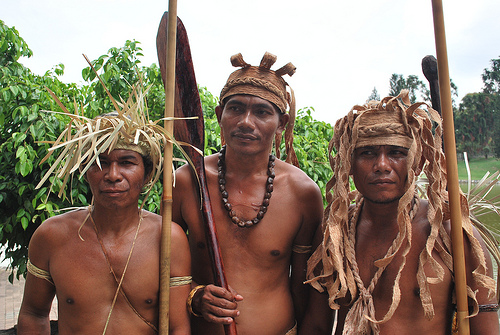
Un gruppo di Temuan in costume tradizionale

I Temuan sono un popolo indigeno appartenente al gruppo degli Orang Asli della Malaysia.
Parlano Temuan, una lingua Austronesiana simile al Malese. Come altre tribù indigene della Malesia, molti Temuan vivono nella povertà.